# Eiskunstlauf-Europameisterschaft 1913
Die 19. Eiskunstlauf-Europameisterschaft fand am 1. und 2. Februar 1913 in Oslo statt.
Ulrich Salchow gewann seinen neunten und letzten Europameisterschaftstitel, was bis heute unerreicht blieb.

## Ergebnis

### Herren
| Platz | Sportler          | Land       |
| ----- | ----------------- | ---------- |
| 1     | Ulrich Salchow    | Schweden   |
| 2     | Andor Szende      | Ungarn     |
| 3     | Willy Böckl       | Österreich |
| 4     | Harald Rooth      | Schweden   |
| 5     | Richard Johansson | Schweden   |
| 6     | Martin Stixrud    | Norwegen   |
| 7     | Alexander Krogh   | Norwegen   |

Punktrichter:
- A. Anderberg  Schweden
- Yngvar Bryn  Norwegen
- E. Hörle  Schweden
- Eugen Minich  Österreich
- O. Sampe  Schweden

## Quelle
- European figure skating championships 1910–1914. Skatabase, archiviert vom Original am 11. Oktober 2008; abgerufen am 18. Mai 2018 (englisch).